# Royal Caribbean Group
Royal Caribbean Group, in precedenza Royal Caribbean Cruises, è una società statunitense attiva nel settore crocieristico. È considerabile il gruppo di navi da crociera più grande al mondo che fa concorrenza solo con Carnival Cruise Line.

## Storia
La società venne fondata nel 1997, con la fusione di Royal Caribbean Cruise Line e Celebrity Cruises. Per mantenere però entrambi i marchi si decise di cambiare nome di Royal Caribbean Cruise Line nell'attuale Royal Caribbean International, mentre la nuova holding fu chiamata Royal Caribbean Cruises.
Nel 2000 nacque Island Cruises, il terzo marchio della società, una joint venture con la britannica First Choice Holidays. 
Dal 2006, dopo l'acquisto della compagnia spagnola Pullmantur Cruises, iniziò la politica di espansione, con la creazione dei nuovi marchi Azamara Cruise Line nel 2007 e CDF Croisières de France nel 2008. 
Dopo un accordo con TUI AG nacque anche la TUI Cruises nel 2009. In seguito alla fusione della TUI AG con la First Choice, la nuova TUI Travel acquistò completamente la Island Cruises.
Nel 2020 Royal Caribbean Cruises, nel frattempo divenuta Royal Caribbean Group, ha portato a termine l’acquisizione di Silversea Cruises comprando il rimanente 33,3% delle azioni.
Per la pandemia di COVID-19, il 22 giugno 2020, i proprietari di Pullmantur Cruises  hanno annunciato che a causa del significativo impatto economico causato dalla pandemia, hanno presentato istanza di fallimento.
Il 19 marzo 2021 viene annunciata la conclusione delle vendita del 100% di Azamara Club Cruises a Sycamore Partners 201 milioni di dollari.

## Azionista
- Capital Research Global Investors - 11,23%
- Capital International Investors - 11,20%
- The Vanguard Group - 9,45%
- Blackrock - 5,60%
- State Street Corporation - 3,08%
- Primecap Management Company - 2,60%
- Canada Pension Plan Investment Board - 1,85%
- Geode Capital Management - 1,77%
- Ariel Investments - 1,08%
- JP Morgan Chase & Company - 0,98%

## Società controllate
- Royal Caribbean International 100%
- Celebrity Cruises 100%
- Silversea Cruises 100 %
- Gruppo TUI Cruises 50 %  (TUI Cruises, Marella Cruises, Hapag-Lloyd Cruises)